# Татарская Айша
Татарская Айша (тат. Татар Әйшәсе) — село в Высокогорском районе Республики Татарстан, в составе Иске-Казанского сельского поселения.

## География
Село находится на реке Казанка, в 30 км к северо-востоку от районного центра — посёлка железнодорожной станции Высокая Гора.

## История
Окрестности села были обитаемы ещё в период Волжской Булгарии, о чём свидетельствуют археологические памятники: Татарско-Айшинское селище и кладбище. Село известно с периода Казанского ханства. В сословном плане, в XVIII веке и вплоть до 1860-х годов, население села причислялось к государственным крестьянам. Кроме традиционных занятий жителей — земледелия и скотоводства, здесь были также распространены пчеловодство, веревочный промысел.
В «Списке населенных мест по сведениям 1859 года», изданном в 1866 году, населённый пункт упомянут как казённая деревня Нижние Аяши 1-го стана Казанского уезда Казанской губернии. Располагалась при реке Казанке, по левую сторону Сибирского почтового тракта, в 47 верстах от губернского города Казани и в 29 верстах от становой квартиры во владельческой деревне Пермяки (Богородское). В деревне в 55 дворах жили 394 человека (202 мужчины и 192 женщины). Была мечеть.
По сведениям из первоисточников, в начале XX столетия в селе были мечеть, мектеб, водяная мельница, 2 мелочные, 2 мануфактурные лавки. В этот период земельный надел сельской общины составлял 554,3 десятины. 
Административно, до 1920 года село относилась к Казанскому уезду Казанской губернии, С 1920 года в составе Арского кантона ТАССР. С 10 августа 1930 года в Арском, с 10 февраля 1935 года в Высокогорском, с 1 февраля 1963 года в Арском, с 12 января 1965 года в Высокогорском районах.
В 1928–1929 годах в селе образован колхоз «Трактор». С 1950 года село в составе колхоза «Татарстан». В 1991 году в селе был организован колхоз «Айша», в 1996 году присоединен к совхозу «Куркачи». С 1996 года в составе закрытого акционерного общества «Бирюли».

## Население
| 1782 | 1859 | 1897 | 1908 | 1920 | 1926 | 1938 | 1949 | 1958 | 1970 | 1989 | 2002 | 2010 | 2017 |
| ---- | ---- | ---- | ---- | ---- | ---- | ---- | ---- | ---- | ---- | ---- | ---- | ---- | ---- |
| 75   | 394  | 696  | 756  | 683  | 773  | 671  | 592  | 473  | 375  | 197  | 189  | 161  | 147  |

### Национальный состав
Согласно результатам переписи 2002 года, в национальной структуре населения татары составляли 98 % из 189 человек.

## Экономика
Полеводство, животноводство.

## Инфраструктура
В селе действуют клуб, библиотека (с 1954 г.), фельдшерско-акушерский пункт.

## Религия
Мечеть в селе была построена в 2019 году.